# Toro (koninkrijk)
Toro is een van de vier traditionele koninkrijken binnen de grenzen van Oeganda. Het werd opgericht in 1830 toen Omukama Kaboyo Olimi I, de oudste zoon van Omukama Nyamutukura Kyebambe III, rebelleerde en zijn eigen onafhankelijke koninkrijk uitriep.
Net als Boeganda, Bunyoro-Kitara, Busoga en Ankole werd er in 1967 een einde gemaakt aan het koninkrijk door de regering van Oeganda. Na het instellen van de republiek in 1962 bleven Toro en de andere drie vorstendommen aanvankelijk bestaan. In 1967 werden de vorstendommen tijdelijk afgeschaft tot ze in 1993 opnieuw werden opgericht. Sindsdien is er sprake van vier koninkrijken: Boeganda, Bunyoro-Kitara, Busoga en Toro. Elk van dezen heeft een eigen beperkt politiek systeem, een eigen vorst en een eigen vlag. Het enige koninkrijk dat niet werd heropgericht was Ankole, de kroningsceremonie van koning Ntare VI (John Patrick Barigye) werd door president Museveni tegengehouden.
Koninkrijken: Ankole · Boeganda · Bunyoro-Kitara · Busoga · Toro